# Belgica IPA
Belgica IPA is een Belgisch bier van hoge gisting.
Het bier wordt gebrouwen in Brouwerij Strubbe te Ichtegem.
Het is een donker amber bier, type Belgian India Pale Ale, met een alcoholpercentage van 7,9%. Het bier is voornamelijk bestemd voor de buitenlandse markt. In de Verenigde Staten wordt het op de markt gebracht onder de naam IPA, als zijnde een American India Pale Ale.